# Tierra de Jameson
La Tierra de Jameson es una península en el este de Groenlandia.

## Geografía
Tierra de Jameson limita al suroeste con Scoresby Sound (el fiordo más grande del mundo), al noroeste con los Alpes Stauning, al norte con Scoresby Land, al noreste con el fiordo de Fleming y el fiordo de Nathorst del mar de Groenlandia, y con al este con el fiordo Carlsberg, la península más pequeña de la Tierra de Liverpool que se bifurca y Hurry Inlet. Su extremo nororiental es el cabo Biot.

## Geología
Tierra de Jameson se compone principalmente de una penillanura inclinada de arenisca jurásica, más alta en el este. En el extremo norte también se encuentran rocas de edad Triásica. Dos formaciones predominan en la Tierra de Jameson: la Formación Triásica del Fiordo de Fleming y la Formación Jurásica del Cabo Stewart. Los fósiles del Triásico de la Formación Fiordo de Fleming en Tierra de Jameson incluyen: dipnoi Ceratodus, huesos y huellas de dinosaurios prosaurópodos y terópodos, huellas de saurópodos, fitosaurios, temnospóndilos y tiburones.

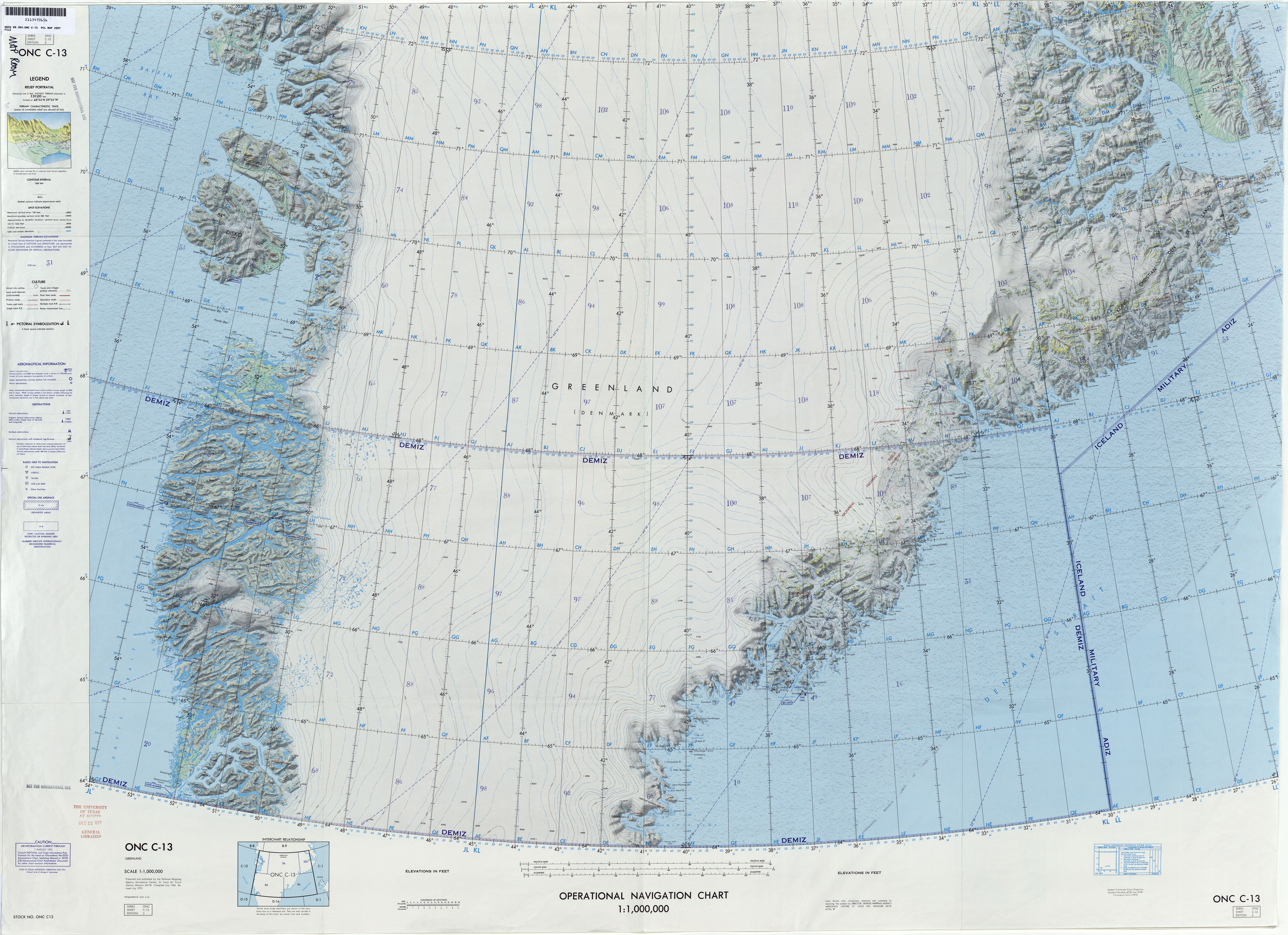
Sección del mapa de Groenlandia
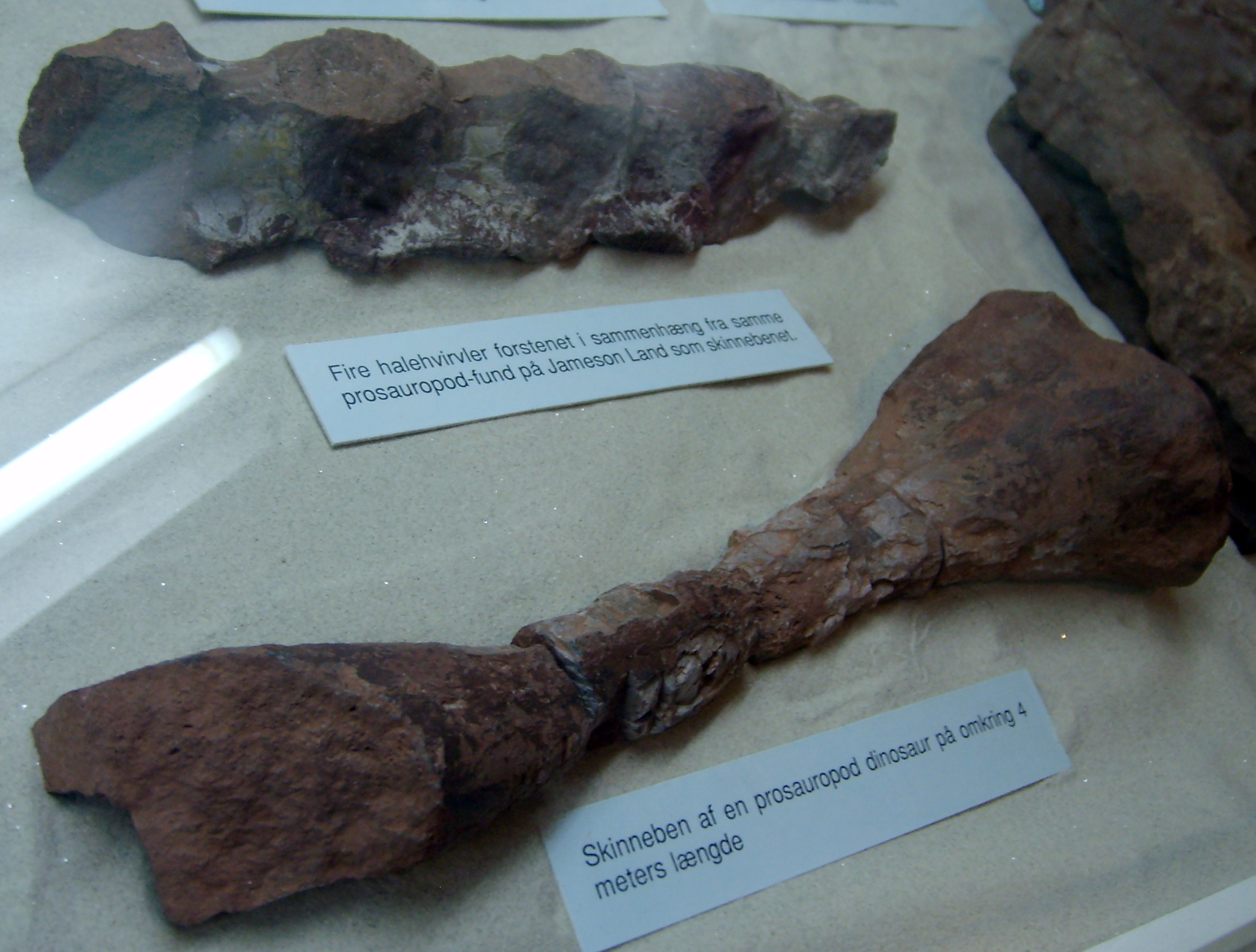
Vértebras de la cola y tibia de unos 4 metros de longitud de un dinosaurio prosauropodo de la Tierra de Jameson, en el Museo Geológico de Copenhagen.